# Weidemolen Arnhem II
De weidemolen (II) is een van de twee weidemolens in het Nederlands Openluchtmuseum te Arnhem.
Van oorsprong stond dit molentje in de buurt van Wormer. Na de Eerste Wereldoorlog deed het vervolgens dienst in Langweer. In 1960 werd het molentje afgebroken en in 1989 op de grote weide van het Nederlands Openluchtmuseum herbouwd. Na een keer te zijn omgewaaid is het molentje geheel hersteld. Het molentje kan in principe malen in een circuit. De kleine roeden van de molen zijn daartoe voorzien van houten borden in plaats van de zeilen die men bij grotere molens ziet.

## Verplaatsing
De molen is in 2017 verplaatst naar de tuin van de boerderij Beerta. Op de voormalige plek staat nu een Bosman-molentje.